# Cimitero di Soffiano
( Alessandro Panajia)»
Il cimitero di Soffiano si trova a Firenze.  L'entrata principale è situata all'angolo tra via di Soffiano e via Guardavia.

## Storia
Con decreto del 1894 l'Arciconfraternita della Misericordia decise la costruzione di un nuovo cimitero (dopo quello dei Pinti) nella zona di Soffiano, in un punto imposto dal Comune di Firenze perché nascosto all'abitato di Firenze dal Colle di Bellosguardo e distante circa due chilometri dalla porta San Frediano.
I lavori ebbero inizio nel 1896 su disegno e progetto dell'architetto Michelangelo Maiorfi: il cardinale Agostino Bausa benedisse la prima pietra il 31 maggio di quell'anno. Il Maiorfi realizzò l'ala orientale, l'oratorio, il sepolcreto centrale e l'ala di ponente in stile neogotico. Intervennero poi gli ingegneri Luigi Buonamici, Mario Raddi e Primo Saccardi e gli architetti Giovanni Paciarelli (che dette veste unitaria a tutto il cimitero) e Giuseppe Castellucci (che ampliò l'ala nord).
L'ingresso è dotato di una facciata in pietra serena e travertino, con gli stemmi della Misericordia e di Firenze dipinti assieme a quelli delle antiche Arti di Firenze; ai lati dell'ingresso sono invece scolpiti quelli dei quartieri cittadini, della Misericordia e la Croce del Popolo. 
Tra gli artisti noti che modellarono alcuni monumenti funebri ci sono Raffaello Romanelli, Alimondo Ciampi, Giuseppe Gronchi; alcune decorazioni sono della Manifattura Chini, dello Studio Polloni e della Vetreria Pasquini di Firenze.  
La Cappella Antinori di Brindisi, realizzata tra 1902 e 1903 su commissione della principessa Maria sposata Aldobrandini per la propria famiglia paterna, contiene affreschi di Alessandro Franchi: le lunette laterali con la Madonna del Carmine e Giobbe visitato dagli amici furono eseguite tra 1909 e 1910 con la collaborazione di Gaetano Marinelli, mentre la volta con il Padre Eterno e i simboli degli Evangelisti derivato dal medesimo soggetto del Perugino nella Certosa di Pavia, fu affrescata nel 1912.
Nel cimitero sono piantati numerosi cipressi. Al 31 gennaio 1997 vi erano sepolti 38.527 defunti.

## Sepolture illustri

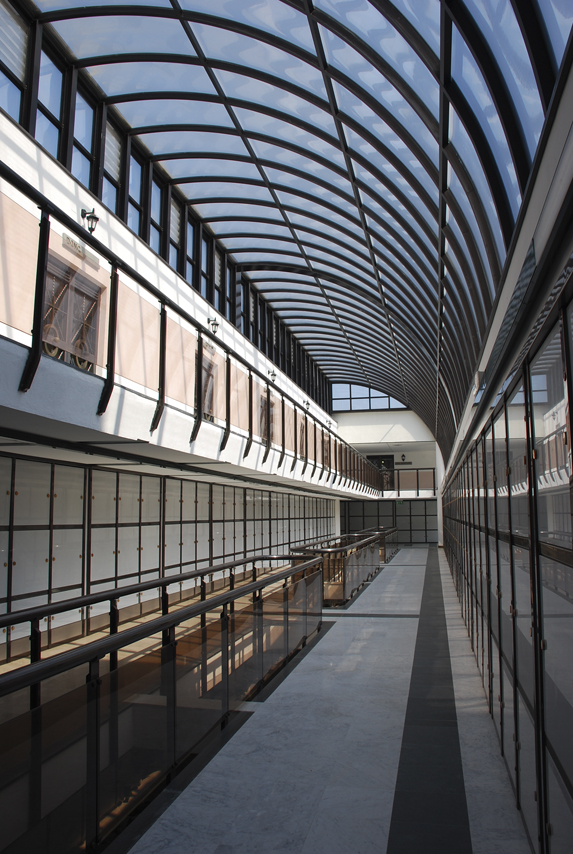
Cimitero di Soffiano: una veduta interna della moderna ala nord.

### Personalità
Tra le personalità illustri sepolte a Soffiano è possibile citare:
- Antonio Baldissera - generale dell'Esercito italiano
- Aligi Barducci - partigiano
- Guido Carocci - storico
- Bruno Fanciullacci - partigiano
- Artemio Franchi - dirigente sportivo ed ex Presidente FIGC e UEFA
- Aldo Gucci - imprenditore, designer e proprietario dell’azienda di moda Gucci.
- Guccio Gucci - imprenditore, stilista e fondatore dell’azienda di moda Gucci.
- Enrico Novelli (detto Yambo) - giornalista, illustratore, scrittore e autore di fumetti
- Gian Carlo Oli - lessicografo
- Alberto Orzan - calciatore
- Giulio Piccini (detto Jarro) - scrittore
- Luigi Ridolfi Vay da Verrazzano - fondatore della squadra A.C. Fiorentina
- Roberto Ridolfi - storico
- Giuseppina Lasagni - storica, letterata e latinista
- Giuseppe Rigutini - linguista
- Sergio Ristori - dirigente sportivo
- Raffaello Romanelli - scultore
- Romano Romanelli - scultore
- Riccardo Magherini - calciatore
- Adriano Salani - editore
- Corso Salani - regista, sceneggiatore e attore
- Leopoldo Notarbartolo di Sciara - ufficiale, figlio del Marchese Emanuele Notarbartolo di San Giovanni

### Famiglie

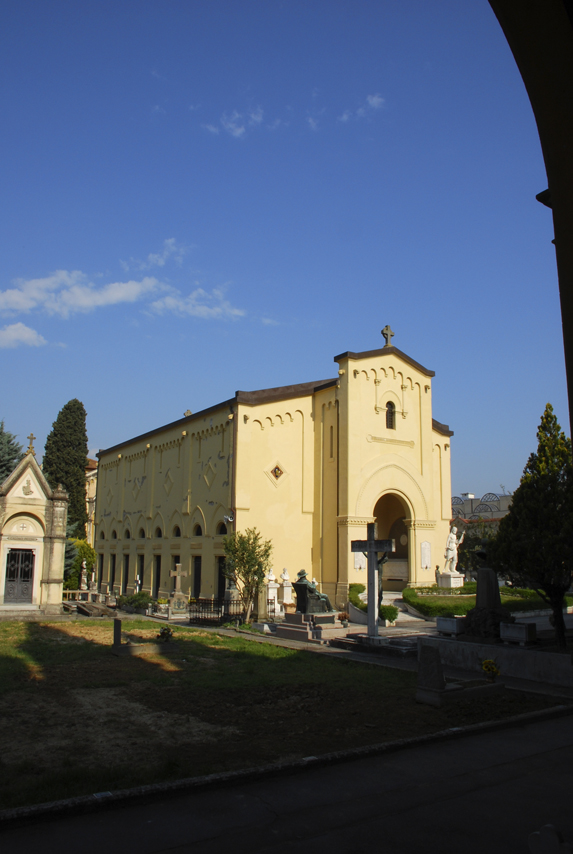
La cappella del cimitero

Tra le cappelle di famiglie illustri della città di Firenze è possibile citare:
- Antinori
- Capponi
- Ginori Conti
- Gucci
- Pandolfini
- Pucci
- Ridolfi
- Serristori
- Strozzi
- Torrigiani